# Parametriocnemus kurilensis
Parametriocnemus kurilensis är en tvåvingeart som beskrevs av Makarchenko 2006. Parametriocnemus kurilensis ingår i släktet Parametriocnemus och familjen fjädermyggor. Inga underarter finns listade i Catalogue of Life.